# Red Devils MC
Red Devils Motorcycle Club is een internationale motorclub. Deze club is wereldwijd de grootste officiële supportclub van de Hells Angels met een eigen logo. De opbouw van de colors komt overeen met de clubkleuren van de Hells Angels (rood-wit). De Red Devils MC wordt gekwalificeerd als een 1%MC.

## Geschiedenis
De club werd opgericht op 26 januari 2002 in de Verenigde Staten en Zweden als een supportclub van de Hells Angels. De Red Devils motorcycleclub heeft wereldwijd circa 110 chapters. De officieel bekende (inclusief enkele prospects) volgens de laatste opgaven: België (9), Nederland (12), Oekraïne (1), Engeland (6), Duitsland (36), Luxemburg (2), Zweden (7), Verenigde Staten (11), Canada (7), Caraïben (3), Brazilië (3), Australië (2), China (1), Turkije (8), Nieuw-Zeeland (1).

## Nederland
In Nederland zijn alle chapters autonome motorclubs. De Nederlandse chapters zijn: Harlingen, Coast Area (Schalsum), Sneek, Leeuwarden, North-East (Oude Pekela), Mid-West, Dutch Creek, Ghosttown (Limburg), Lowlands. Northern Brothers MC Harlingen was een van de eerste motorclubs die overging naar de Red Devils MC.

## Belgische chapters
De Belgische chapters zijn: Aalter, Gent, Antwerp Leftbank, Ostend Bomb City, Limburg, Charleroi, Leuze-en-hainaut, Northside, Eastborder, Threeborder en West Area. Sinds 2006 is er ook een club in Gent.

## Voetnoten
1. ↑  Politierapport
2. ↑  Red Devils MC nu ook actief in Nederland
3. ↑  Red Devils MC nu ook actief in Nederland supportclub Hells Angels in Harlingen, 3 augustus 2013, drimble.nl